# Парк XVIII ст. (Самбірський район)
Парк XVIII ст. — парк-пам'ятка садово-паркового мистецтва місцевого значення в Україні. Розташований у межах Самбірського району Львівської області, в центральній частині села Корналовичі. 
Площа 1 га. Статус надано згідно з рішенням виконкому Львівської обласної ради від 9 жовтня 1984 року № 495. Перебуває у віданні: Корналовицька сільська рада. 
Статус надано для збереження парку, закладеного у XVIII ст. 